# Elena Wassen
Elena Wassen (Eschweiler, 1º novembre 2000) è una tuffatrice tedesca specialista nella piattaforma 10 metri.

## Biografia
È sorella della tuffatrice Christina Wassen.
Ha rappresentato la Germania ai Giochi olimpici di Rio de Janeiro 2016 ed è stata l'atleta più giovande della spedizione tedesca.
Ai Europei di nuoto di Glasgow 2018 ha vinto la medaglia di bronzo nel concorso dei tuffi dalla piattaforma 10 metri sincro, gareggiando con la connazionale Maria Kurjo.
Ai Giochi olimpici giovanili estivi di Buenos Aires 2018 ha vinto la medaglia d'argento nella gara a squadre mista, gareggiando al fianco del cinese Lian Junjie.

## Palmarès
- Europei

Glasgow 2018: bronzo nel sincro 10m.
Roma 2022: bronzo nel sincro 10m.
- Giochi europei

Cracovia 2023: oro nel sincro 10m, argento nel sincro 10m misto.
- Giochi olimpici giovanili estivi

Buenos Aires 2018: argento nella gara a squadre mista.